# Joseph Grinnell (Politiker)

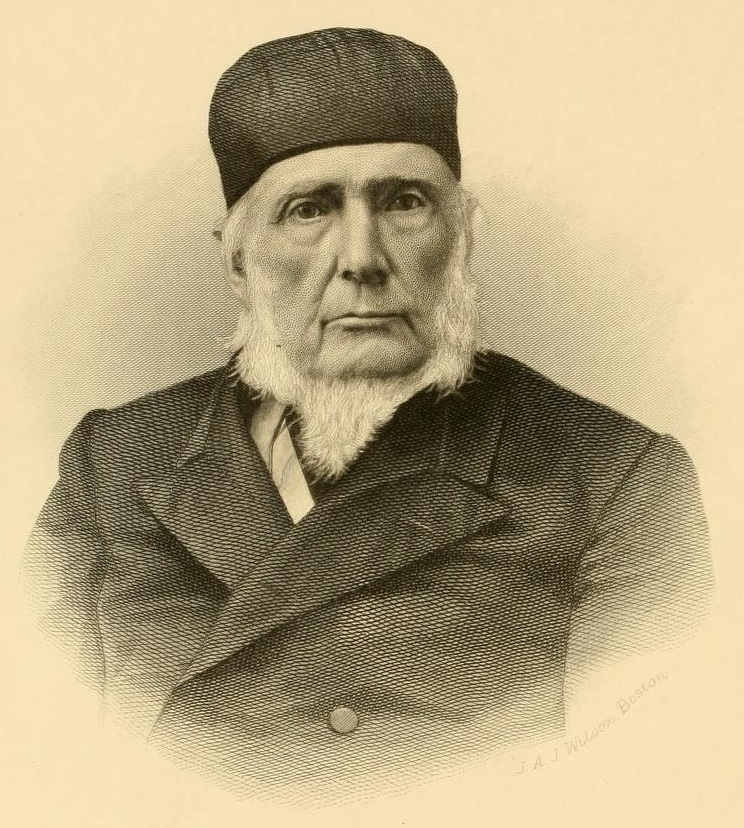
Joseph Grinnell

Joseph Grinnell (* 17. November 1788 in New Bedford, Massachusetts; † 7. Februar 1885 ebenda) war ein US-amerikanischer Politiker. Zwischen 1843 und 1851 vertrat er den Bundesstaat Massachusetts im US-Repräsentantenhaus.

## Werdegang
Joseph Grinnell war der ältere Bruder des Kongressabgeordneten Moses Hicks Grinnell (1803–1877) aus dem Staat New York. Er  besuchte die öffentlichen Schulen seiner Heimat. Im Jahr 1809 kam er nach New York City, wo er im Handel arbeitete. Dort gründete er im Jahr 1815 die Firma Grinnell, Minturn & Co., der 1825 seine Brüder Moses und Henry beitraten. Später kehrte er nach New Bedford zurück. Im Jahr 1832 wurde er Präsident der First National Bank of New Bedford und 1839 wurde er ebenfalls Präsident der Eisenbahngesellschaft New Bedford & Taunton Railroad Co. Bis 1863 bekleidete er führende Positionen bei der Boston and Providence Railroad, bei der er zwischenzeitlich auch Präsident war. Im Jahr 1847 wurde er auch Leiter der Baumwollspinnerei Wamsutta Cotton Mills.
Politisch schloss sich Grinnell der Whig Party an. Von 1839 bis 1841 gehörte er dem Beraterstab des Gouverneurs an. Nach dem Tod des Abgeordneten Barker Burnell wurde Grinnell bei der fälligen Nachwahl für den zehnten Sitz von Massachusetts als dessen Nachfolger in das US-Repräsentantenhaus in Washington, D.C. gewählt, wo er am 7. Dezember 1843 sein neues Mandat antrat. Nach drei Wiederwahlen konnte er bis zum 3. März 1851 im Kongress verbleiben. In diese Zeit fielen der Mexikanisch-Amerikanische Krieg und der Kompromiss von 1850, der die Diskussionen um die Frage der Sklaverei entschärfen sollte, aber das Gegenteil bewirkte.
Im Jahr 1850 verzichtete Joseph Grinnell auf eine weitere Kandidatur. Nach dem Ende seiner Zeit im US-Repräsentantenhaus setzte er seine früheren Tätigkeiten fort. Er starb am 7. Februar 1885 in New Bedford.